# Beňadikovce
Beňadikovce é um município da Eslováquia, situado no distrito de Svidník, na região de Prešov. Tem 12,56 km² de área e sua população em 2018 foi estimada em 201 habitantes.

## Demografia
| Ano:        | 1994 | 2004   | 2014    | 2024    |
| ----------- | ---- | ------ | ------- | ------- |
| Broj ljudi: | 254  | 244    | 219     | 187     |
| Razlika:    |      | -3,93% | -10,24% | -14,61% |

| Ano:               | 2023 | 2024   |
| ------------------ | ---- | ------ |
| Número de pessoas: | 181  | 187    |
| Diferença:         |      | +3,31% |